# Pralognan-la-Vanoise
Pralognan-la-Vanoise ist eine zur Tarentaise gehörende französische Gemeinde im Département Savoie in der Region Auvergne-Rhône-Alpes. Pralognan-la-Vanoise hat 700 Einwohner (Stand 1. Januar 2022) auf einer Fläche von 88,57 km².

## Geographie
Die Gemeinde liegt in der äußeren Zone des Nationalparks Vanoise. Das Zentrum der Gemeinde liegt auf 1700 m über dem Meeresspiegel am Ende des Bozel-Tals. Sie liegt am Zusammenstoss der Täler Glière und Chavière. Über die Pässe Col de la Vanoise (2517 m) und den Col de Chavière (2769 m) kann man zu Fuß die Maurienne erreichen. Die Gemeinde liegt am Fluss Doron de Bozel, der hier noch den Namen Doron de Pralognan führt.